# Море Санденс
Море Санденс (англ. Sundance Sea) — епіконтинентальне море що існувало в Північній Америці в середньо-пізньому юрському періоді мезозойської ери. Воно було рукавом теперішнього Північного Льодовитого океану і простягалося через те, що зараз є західною Канадою, до центральної західної частини Сполучених Штатів. Море відступило, коли нагір'я на заході почало підніматися.

## Стратиграфія
Море Санденс існувало не один раз. Геологічні дані свідчать про те, що море було насправді серією з п'яти послідовних морських трансгресій, кожна з яких була відділена від інших ерозійним заляганням, - які наступали та відступали починаючи з середнього Юрського періоду. Суходольні відклади формації Моррісона (які утворились внаслідок ерозії пагорбів на заході), осіли згори морських відкладень Санденса, коли море в останній час регресувало в кінці юрського періоду.
Осадові гірські породи, що утворилися в і навколо моря Санденс, часто багаті скам'янілостями.

## Фауна
Море Санденс було багате видами тварин. Gryphaea була надзвичайно поширеною; також знайдено зуби акул. Крім риб, косяками плавали белемніти і в певній мірі амоніти. Криноїди і двостулкові заповнювали морське дно. Ophthalmosaurus, великий іхтіозавр, плавав у морях і користувався своїми великими, довгими щелепами, щоб ловити белемнітів -'кальмарів'. Pantosaurus, криптоклеїдний плезіозавр розміром з тюленя, полював на більш легку здобич — рибу. Найбільшою морською рептилією у морі Санденс був Megalneusaurus, великий пліозавр, схожий на ліоплевродона. Його скам'янілості були знайдені на Алясці і у Вайомінгу, які обидва були покриті морем Санденса в часи його існування.
У періоди відступу моря динозаври та інші юрські наземні тварини відвідували береги, про що свідчить палеологічна ділянка «Red Gulch Dinosaur Tracksite» поблизу Шелл, штат Вайомінг.